# Walker Nickless
Ralph Walker Nickless znany jako Walker Nickless (ur. 28 maja 1947 w Denver) – amerykański biskup rzymskokatolicki, biskup Sioux City w latach 2006–2025.

## Życiorys
Święcenia kapłańskie otrzymał 4 sierpnia 1973 i inkardynowany został do archidiecezji Denver. Przez kilkanaście lat pracował jako duszpasterz parafialny. W 1988 został wikariuszem biskupim ds. duchowieństwa i seminarzystów, zaś pięć lat później został wikariuszem generalnym archidiecezji. W 2001 otrzymał nominację na proboszcza w Lakewood.
10 listopada 2005 został mianowany biskupem Sioux City w metropolii Dubuque (stan Iowa). Sakry biskupiej udzielił mu metropolita Jerome Hanus OSB.
12 lutego 2025 papież Franciszek przyjął jego rezygnację z pełnionego urzędu i jako następcę mianował biskupa Johna Keehnera.